# Liste von Kraftwerken in Nigeria
Die Kraftwerke in Nigeria werden sowohl auf einer Karte als auch in Tabellen (mit Kennzahlen) dargestellt. Die Liste ist nicht vollständig.

## Installierte Leistung und Jahreserzeugung
Im Jahre 2016 lag Nigeria bzgl. der installierten Leistung mit 10,52 GW an Stelle 58 und bzgl. der jährlichen Erzeugung mit 29,35 Mrd. kWh an Stelle 67 in der Welt. Der Elektrifizierungsgrad lag 2016 bei 59,3 % (86 % in den Städten und 41,1 % in ländlichen Gebieten). Nigeria war 2016 bzgl. der Stromerzeugung autark; weder importierte noch exportierte es Elektrizität.

## Karte
| Afam |

| Agip |

| Alaoji |

| Calabar |

| Delta-Ughelli |

| Egbema |

| Egbin |

| Gbarain Ubie |

| Geregu |

| Ibom |

| Ihovbor |

| Jebba |

| Kainji |

| Mambilla |

| Olorunsogo |

| Omoku |

| Omotosho |

| Rusal |

| Sapele |

| Shiroro |

| Trans |

## Kalorische Kraftwerke
| Name des Kraftwerks | Inst. Leistung (MW) | Typ / Brennstoff | Status     |
| ------------------- | ------------------- | ---------------- | ---------- |
| Afam                | 1409                | Erdgas, GuD      | in Betrieb |
| Agip-Okpai          | 480                 | GuD              | in Betrieb |
| Alaoji              | 504                 | Erdgas           | in Betrieb |
| Calabar             | 562                 | Erdgas           | in Bau     |
| Delta-Ughelli       | 1085                | Erdgas           | in Betrieb |
| Egbema              | 338                 | Erdgas           | in Betrieb |
| Egbin               | 1320                | Schweröl         | in Betrieb |
| Gbarain Ubie        | 225                 | Erdgas           | in Bau     |
| Geregu              | 438                 | Erdgas           | in Betrieb |
| Ibom                | 191                 | Erdgas           | in Betrieb |
| Ihovbor             | 450                 | Erdgas           | in Bau     |
| Olorunsogo          | 500                 | Erdgas           | in Betrieb |
| Omoku               | 150                 | Erdgas           | in Betrieb |
| Omotosho            | 785                 | Erdgas           | in Betrieb |
| Sapele              | 1020                | Schweröl         | in Betrieb |
| Rusal Alscon        | 534                 | Erdgas           | in Betrieb |
| Trans-Amadi         | 136                 | Erdgas           | in Betrieb |

1. 1 2 3 4 5  Das Kraftwerk ist nur zum Teil in Betrieb.

## Wasserkraftwerke
| Name des Kraftwerks | Inst. Leistung (MW) | Fluss  | Status     |
| ------------------- | ------------------- | ------ | ---------- |
| Jebba               | 578                 | Niger  | in Betrieb |
| Kainji              | 800                 | Niger  | in Betrieb |
| Mambilla            | 3050                | Donga  | geplant    |
| Shiroro             | 600                 | Kaduna | in Betrieb |

## Windparks
Laut The Wind Power waren in Nigeria Ende 2018 Windkraftanlagen (WKA) mit einer Gesamtleistung von 13 MW erfasst (in Betrieb, in Bau oder geplant).